# 8 (álbum de Gian Marco)
8 es el octavo álbum de estudio del cantautor peruano de rock Gian Marco, se lanzó el 17 de noviembre de 2006.

## Promoción

### Sencillos y Videos
«No te avisa» fue lanzado como sencillo principalmente en Perú. El segundo sencillo «Que pasa» fue lanzado en Latinoamérica, principalmente en Colombia. Como tercer y último sencillo de la producción se publicó «Quiero saber» en Perú.

### Videoclips
1. «No te avisa»
2. «¿Qué Pasa?»

## Gira nacional
El concierto se realizó por una temporada en La Estación de Barranco (Lima) del 7 al 23 de diciembre de 2006.

## Lista de canciones
Todas las canciones fueron compuestas por Gian Marco.
| N.º   | Título                | Duración |  |
| 1.    | «El amor es un juego» | 3:15     |  |
| 2.    | «Dibújame el camino»  | 3:45     |  |
| 3.    | «Cuando tú no estás»  | 3:32     |  |
| 4.    | «Quiero saber»        | 3:23     |  |
| 5.    | «Sin permiso»         | 3:41     |  |
| 6.    | «¿Qué pasa?»          | 3:29     |  |
| 7.    | «No te avisa»         | 4:06     |  |
| 8.    | «Loco»                | 3:19     |  |
| 9.    | «Nunca más te vi»     | 3:12     |  |
| 10.   | «Vientos del sur»     | 4:08     |  |
| 49:23 |                       |          |  |